# Pimsiri Sirikaew
Pimsiri Sirikaew, född 25 april 1990 i Khon Kaen, är en thailändsk tyngdlyftare.
Sirikaew blev olympisk silvermedaljör i 58-kilosklassen i tyngdlyftning vid sommarspelen 2016 i Rio de Janeiro.